# De âlde Friezen

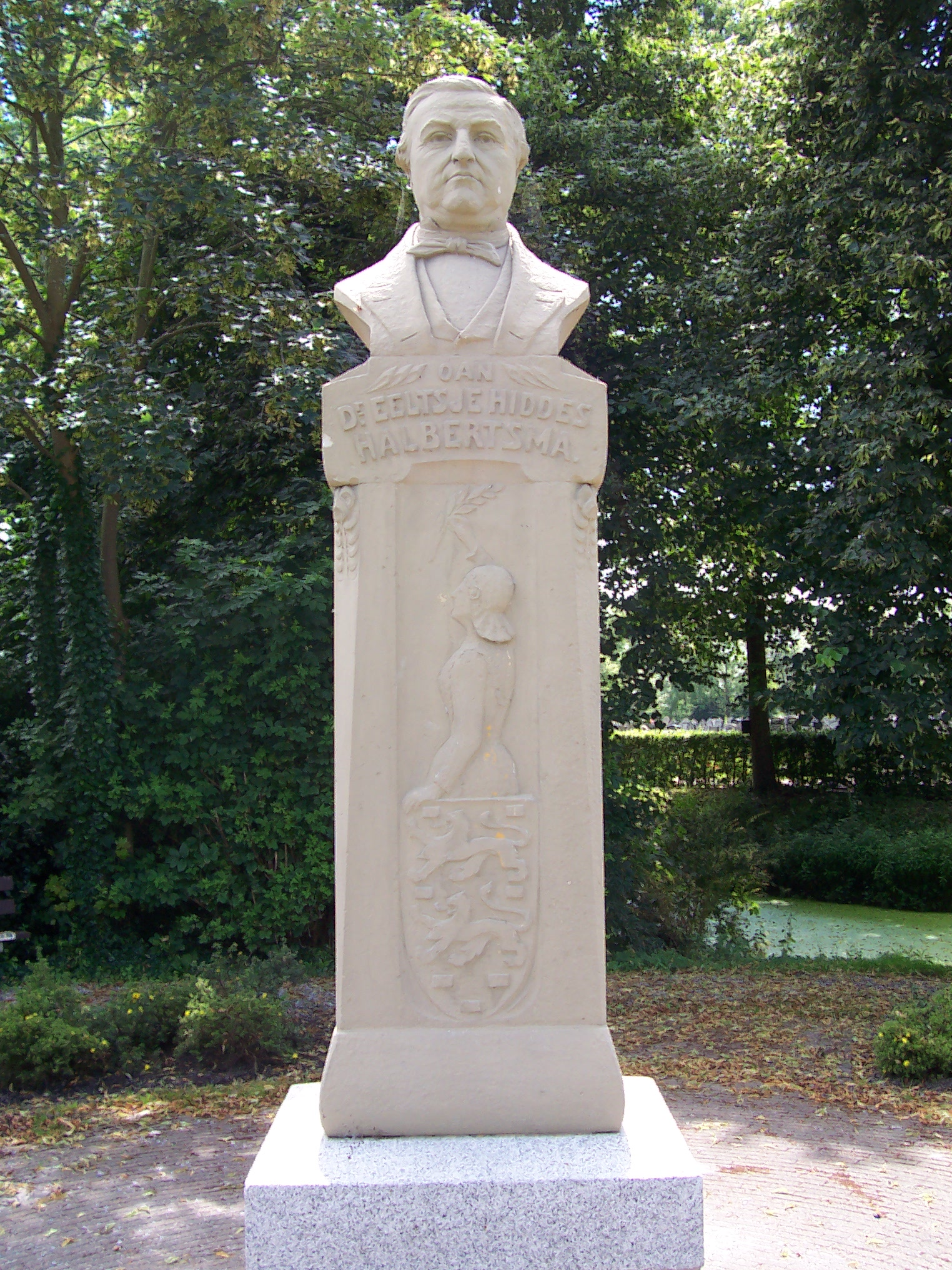
Estàtua en honor a Eeltsje Hiddes Halbertsma, autor de l'himne.

De âlde Friezen (frisó occidental els antics frisons) és l'himne de la província de Frísia. El text el va compondre Eeltsje Hiddes Halbertsma (1797-1858). La versió actual és un compendi de 1876 per Jacobus van Loon. Encara que la lletra no fou musicada fins després de la mort de Halbertsma (fou cantat per primera vegada en 1875, en una cerimònia celebrada per commemorar l'obra), l'autor bé va poder haver conegut la melodia en els seus dies com a estudiant a Heidelberg, ja que és la d'una cançó d'estudiants (Vom hoh'n Olymp) de Heinrich Christian Schnoor que havia estat popular allí amb diversos textos a Alemanya des de la dècada de 1790.
La cançó va ser adoptada com l'himne de Frísia per la Selskip foar Frysk Taal- en Skriftekennisse (Societat per a la Llengua i Literatura Frisones) per la insistència del polític, escriptor i poeta Piter Jelles Troelstra (1860-1930) i ha servit des de llavors com a himne no oficial de Frísia.

## Text
Frysk bloed tsjoch op! Wol no ris brûze en siede,
en bûnzje troch ús ieren om!
Flean op! Wy sjonge it bêste lân fan d'ierde,
it Fryske lân fol eare en rom.
Cors (2x)
Klink dan en daverje fier yn it rûn,
Dyn âlde eare, o Fryske grûn!
Hoe ek fan oermacht, need en see betrutsen,
oerâlde, leave Fryske grûn,
Nea waard dy fêste, taaie bân ferbrutsen,
dy't Friezen oan har lân ferbûn.
Cors (2x)
Fan bûgjen frjemd, bleau by 't âld folk yn eare,
syn namme en taal, syn frije sin;
Syn wurd wie wet; rjocht, sljocht en trou syn leare,
en twang, fan wa ek, stie it tsjin.
Cors (2x)
Trochloftich folk fan dizze âlde namme,
wês jimmer op dy âlders great!
Bliuw ivich fan dy grize, hege stamme,
in grien, in krêftich bloeiend leat!
Cors (2x)

## Traducció
Sang de Frísia, espesseix-te! Alçat i bull escuma
i corre per les nostres venes
Veniu! Cantem a la millor terra del món
la terra frisona plena d'honor i espai
Cors
Sona i trona arreu del món
el teu honor antic, oh camp frisó!
Malgrat l'amenaça dels poders superiors, desastres o pel mar,
antic i estimat camp frisó
Aquests forts lligams mai no es trencaran
Els que lliguen els frisons a la seva terra
Cors
Indomable, el poble frisó manté pel seu honor
el seu nom, la seva llengua, el seu sentit de la llibertat
la seva paraula fou llei, el seu magisteri modest i veritable
oposant-se a la coerció, vingués d'on vingués
Cors
Poble honrat d'aquest antic nom
Estigues sempre orgullós dels teus avantpassats
Mantén-te sempre en aquesta alta marea gris
Una branca verda és profusament florida
Cors